# 600メートル条項
600メートル条項（600メートルじょうこう）とは、かつて鉄道運転規則に定められていた日本の在来鉄道の安全基準のことで、非常ブレーキをかけてから600 m以内に停止しなければならないと定めていた。
2002年に施行された「鉄道に関する技術上の基準を定める省令の施行及びこれに伴う国土交通省関係省令の整備等に関する省令」によって鉄道運転規則は廃止となったが、同省令の解釈基準において本条項に準ずる標準規制が規定されている（後述）。

## 条文
現在では鉄道に関する技術上の基準を定める省令第106条の解釈基準で
と規定されている。

## 理由
これは高温多湿な気候条件もあって、信号機の確認距離を600ｍ手前としているからである。
国によっては、信号機の視認距離を1,000mくらいとしていたり、そもそも制動距離の制約を設けなかったりしており、フランス・ドイツでは1960年頃にはすでに最高速度160km/h運転を行なっていたが、当時日本では600ｍ条項のため、かつては客車列車の最高速度は95km/h、電車特急で110km/hと、速度面では大きく劣っていた。
新幹線では完全立体交差であることだけでなく、車上信号方式をとることにより、信号機の視認距離による制約から解き放たれており、普通鉄道とは異なる「新幹線鉄道」という位置づけになり、制動距離の制約はない。
現在、国内の普通鉄道（いわゆる在来線）では、京成成田スカイアクセス線でのスカイライナーが160 km/h運転を行っているが、これらの列車は完全立体交差という条件のほか、信号機の進行信号のひと区間以上先には「高速進行信号」を現示させることにより、600ｍ条項を免れている。
しかしスカイライナーでも、高速進行信号を現示できない区間では600 m条項が適用され130 km/h以下に制限される。
近年、ブレーキ技術の発達により、踏切がある路線でも通常のブレーキで最高速度を140 km/hに引き上げられる見通しは得られているとの情報もある。ほかにも、JR四国8000系電車では、レールブレーキを併用することで130 km/hを超える速度での営業運転を目指す試みもなされたが、こちらはレールへの影響などから実現していない。

## 諸外国の最大許容ブレーキ距離
- 中国 - 1400 m（旅客列車と高速貨物列車（最高速度140から160 km/hまで）、貨物列車（100から120 km/hまで））、1100 m（旅客列車（120から140 km/hまで）、快速貨物列車（120 km/hまで））、800 m（旅客列車（最高速度120 km/h）、貨物列車（最高速度90 km/h））[3]
- ドイツ - 1000 m（幹線）、700 m（その他の線）[1]
- ロシア - 800 m（標準値）[1]
- イギリス - 規定なし[1]
- フランス - 規定なし[1]